# 北川宣勝
北川 宣勝 生卒年不詳，日本戰國時代，江戶時代初期之武將。又稱治郎兵衛。乃伊達氏家臣，濱田景隆的長子。
因不明原因離開伊達家，仕奉豐臣秀賴。
在大坂冬之陣時，防守八町目口奮戰，被秀賴指令至長宗我部盛親麾下作戰，但被他回絕。
大坂夏之陣時，參與了道明寺、天王寺和岡山口的戰役。大坂城淪陷後，和山川賢信等人流亡至八幡瀧本坊隱姓埋名，後來在幕府的搜捕中出來自首。
在德川家康死後，他仕奉了大村純忠。